# Giuseppe Germano Bernardini
Giuseppe Germano Bernardini (Pavullo nel Frignano, 27 settembre 1928 – Reggio Emilia, 3 dicembre 2023) è stato un arcivescovo cattolico e missionario italiano.

## Biografia
Nato nel 1928 a Verica, frazione del comune di Pavullo nel Frignano in provincia ed arcidiocesi di Modena, era figlio di Sergio Bernardini e Domenica Bedonni, laici dell'Ordine francescano secolare, entrambi dichiarati venerabili da papa Francesco.
Fu ordinato presbitero nel 1953, divenendo missionario nei paesi musulmani a partire dal 1957.
Il 19 dicembre 1966 fu nominato superiore della missione sui iuris di Trebisonda.

### Ministero episcopale
Il 22 gennaio 1983 papa Giovanni Paolo II lo nominò arcivescovo metropolita di Smirne, succedendo a Domenico Caloyera. Ricevette l'ordinazione episcopale il 9 aprile dello stesso anno dall'arcivescovo Bruno Foresti, vescovo di Brescia, co-consacranti Felix Alaba Adeosin Job, vescovo di Ibadan nonché suo fratello adottivo, e Sergio Adolfo Govi, vescovo di Bossangoa. Rimase amministratore apostolico della missione di Trebisonda, anche quando questa nel 1990 venne elevata a vicariato apostolico dell'Anatolia, sino al 1993, anno della nomina di Ruggero Franceschini.
Dal 1989 al 1992 fu presidente della Conferenza episcopale della Turchia.
L'11 ottobre 2004 papa Giovanni Paolo II accolse la sua rinuncia al governo pastorale per raggiunti limiti d'età, divenendo arcivescovo emerito di Smirne all'età di 76 anni. Rimase amministratore apostolico dell'arcidiocesi fino all'ingresso del suo successore Ruggero Franceschini.
Da arcivescovo emerito si trasferì presso il convento del Santuario della Beata Vergine della Salute di Puianello, in provincia di Modena. Nel 2021 si ritirò nell'infermeria dei frati cappuccini a Reggio Emilia.
Morì all'ospedale Santa Maria di Reggio Emilia il 3 dicembre 2023, all'età di 95 anni. Dopo le esequie, celebrate nella chiesa dei cappuccini di Pavullo nel Frignano, fu sepolto nel cimitero di Verica, frazione di Pavullo.

## Genealogia episcopale
La genealogia episcopale è:
- Cardinale Scipione Rebiba
- Cardinale Giulio Antonio Santori
- Cardinale Girolamo Bernerio, O.P.
- Vescovo Claudio Rangoni
- Arcivescovo Wawrzyniec Gembicki
- Arcivescovo Jan Wężyk
- Vescovo Piotr Gembicki
- Vescovo Jan Gembicki
- Vescovo Bonawentura Madaliński
- Vescovo Jan Małachowski
- Arcivescovo Stanisław Szembek
- Vescovo Felicjan Konstanty Szaniawski
- Vescovo Andrzej Stanisław Załuski
- Arcivescovo Adam Ignacy Komorowski
- Arcivescovo Władysław Aleksander Łubieński
- Vescovo Andrzej Stanisław Młodziejowski
- Arcivescovo Kasper Kazimierz Cieciszowski
- Vescovo Franciszek Borgiasz Mackiewicz
- Vescovo Michał Piwnicki
- Arcivescovo Ignacy Ludwik Pawłowski
- Arcivescovo Kazimierz Roch Dmochowski
- Arcivescovo Wacław Żyliński
- Vescovo Aleksander Kazimierz Bereśniewicz
- Arcivescovo Szymon Marcin Kozłowski
- Vescovo Mečislovas Leonardas Paliulionis
- Arcivescovo Bolesław Hieronim Kłopotowski
- Arcivescovo Jerzy Józef Elizeusz Szembek
- Vescovo Stanisław Kazimierz Zdzitowiecki
- Cardinale Aleksander Kakowski
- Papa Pio XI
- Cardinale Alfredo Ildefonso Schuster, O.S.B.
- Arcivescovo Giacinto Tredici, O.SS.C.A.
- Vescovo Felice Bonomini
- Arcivescovo Clemente Gaddi
- Arcivescovo Bruno Foresti
- Arcivescovo Giuseppe Germano Bernardini